# Арахис
Ара́хис культу́рный, арахис подзе́мный или земляно́й оре́х (лат. Árachis hypogaéa) — растение; вид рода Арахис семейства Бобовые (Fabaceae), важная сельскохозяйственная культура, возделываемая в промышленных масштабах ради съедобных семян. С точки зрения карпологии, плод арахиса — невскрывающийся сухой боб, однако с точки зрения товароведения он рассматривается как орех.
Распространённое русское название растения «земляной орех» не народное, оно попало в русский язык как калька с иностранных языков.

## Описание

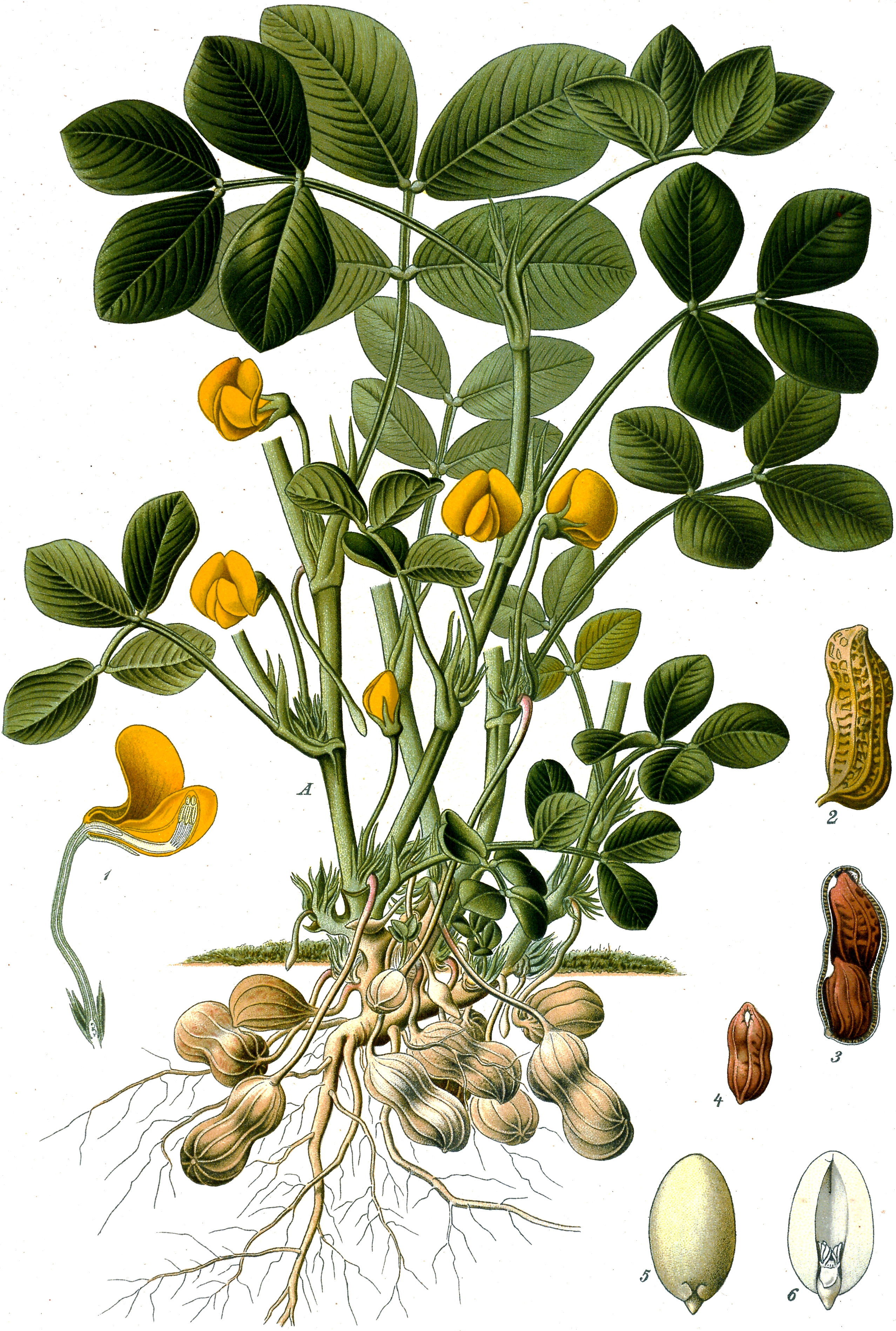

Арахис обыкновенный — однолетнее растение 25—40 (70) см высотой с сильно ветвистыми побегами. Корень стержневой, ветвистый. Стебли прямостоячие, слегка четырёх- или пятигранные, голые или опушённые, с направленными вверх (кустовые формы) или с лежачими (стелющиеся формы) боковыми ветвями.
Листья очерёдные, опушённые, 3—11 см длины, с желобчатым черешком, парноперистые, с двумя парами эллиптических, заострённых листочков. Прилистники сросшиеся с черешком, крупные, удлинённые, заострённые, цельнокрайные.
Жёлто-красные или беловатые цветки в коротких малоцветковых кистях на ножках по четыре — семь в пазухах листьев. Чашечка двугубая, с отогнутым парусом и очень длинной, тонкой трубкой. Верхняя губа её более широкая с тремя — четырьмя короткими зубцами, нижняя — длинная, ланцетовидная с одним зубцом. Венчик пятилепестный, мотыльковый, изогнутый. Тычинки в числе десяти, из них девять сросшихся; одна (верхняя) недоразвитая, свободная. Пестик с верхней, одногнёздной завязью и длинным нитевидным столбиком с тупым рыльцем. Преобладает самоопыление, перекрёстное опыление почти отсутствует. Цветение длится около суток; после оплодотворения начинается рост гинофора, который, удлиняясь, врастает с завязью в почву. Цветение начинается в конце июня — начале июля и продолжается до поздней осени.

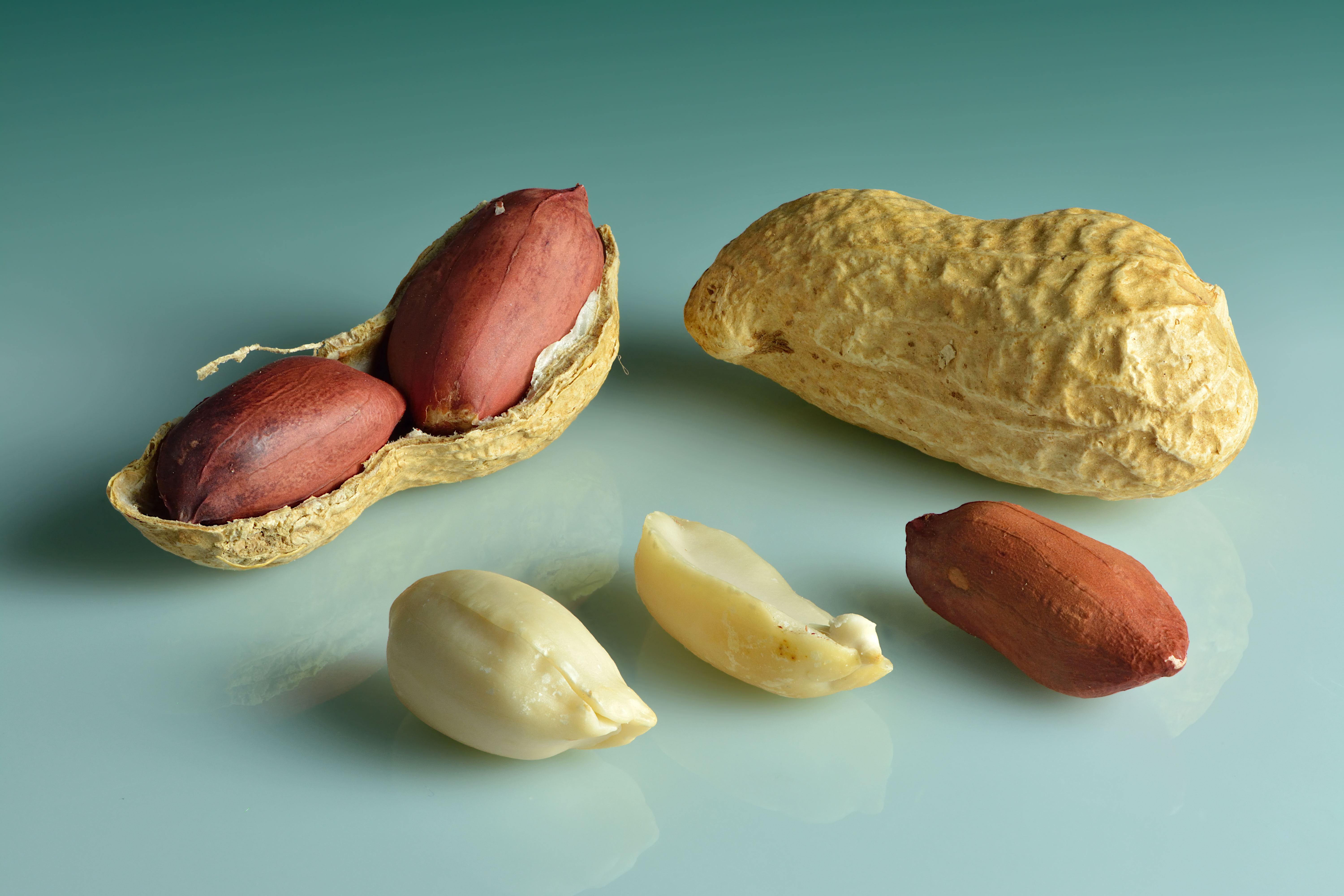
Плоды арахиса

Плоды — вздутые, овальные, невскрывающиеся 1—4-семянные сухие бобы 1,5—6 см длиной, с паутинистым рисунком, созревая, наклоняются к земле и зарываются в неё, где и дозревают. Бобы с толстым, рыхлым, хрупким, на поверхности крупносетчатым околоплодником, с одним — пятью семенами и часто с одним — двумя перехватами. Семена продолговатые, нередко плоские с одного или обоих концов, величиной со среднего размера фасолину (9—20 мм); содержат до 40—50 % масла, напоминающего по вкусу миндальное, употребляемого как осветительный материал (в Испании), а также и в пищу, как безвредная примесь к искусственному маргариновому маслу (в значительном количестве), к шоколаду и в мыловарении. Окраска семян арахиса тёмно-красная или светло-розовая, кремовая или серовато-жёлтая; пигмент, который придаёт кожице такой цвет, защищает от насекомых, при попадании в ЖКТ человека может вызвать лёгкое отравление (диарею), легко удаляется при замачивании. Плоды созревают в сентябре — октябре.

## История арахиса
Родиной арахиса считается Южная Америка. Это подтверждает найденная в Перу ваза, относящаяся к периоду, когда Америка ещё не была открыта Колумбом. Эта ваза, по форме напоминающая арахис и украшенная орнаментом в виде этих бобов, свидетельствует о том, что арахис ценился уже в те времена. Испанские завоеватели, познакомившись с арахисом в Южной Америке, решили, что такой продукт им очень пригодится во время морских путешествий. Они привезли арахис в Европу, где европейцы стали использовать его на свой манер, даже вместо кофе.
Позднее португальцы завезли арахис в Африку. Там оценили его питательные свойства и то, что он может расти на почвах, слишком бедных для других культур. Выращивание арахиса способствовало обогащению бедных почв азотом. Потом с арахисом познакомились и в Северной Америке, куда во времена работорговли он попал из Африки.
В 1530-х годах португальцы завезли арахис в Индию и Макао, а испанцы — на Филиппины. Затем торговцы из этих стран познакомили с арахисом китайцев. Китайцы увидели в арахисе культуру, которая могла бы помочь стране в борьбе с голодом.
В XVIII веке ботаники изучали арахис, называя его земляным горохом, и пришли к выводу, что это превосходный корм для свиней. В начале XIX века началось промышленное выращивание арахиса в Южной Каролине. Во время Гражданской войны в Америке, которая началась в 1861 году, арахис служил пищей для солдат обеих противоборствовавших сторон.

Но в то время многие считали арахис едой для бедняков. Этот факт частично объясняет, почему американские фермеры тогда не выращивали арахис как продовольственную культуру. К тому же до изобретения приблизительно в 1900 году специального оборудования выращивание арахиса было очень трудоёмким.

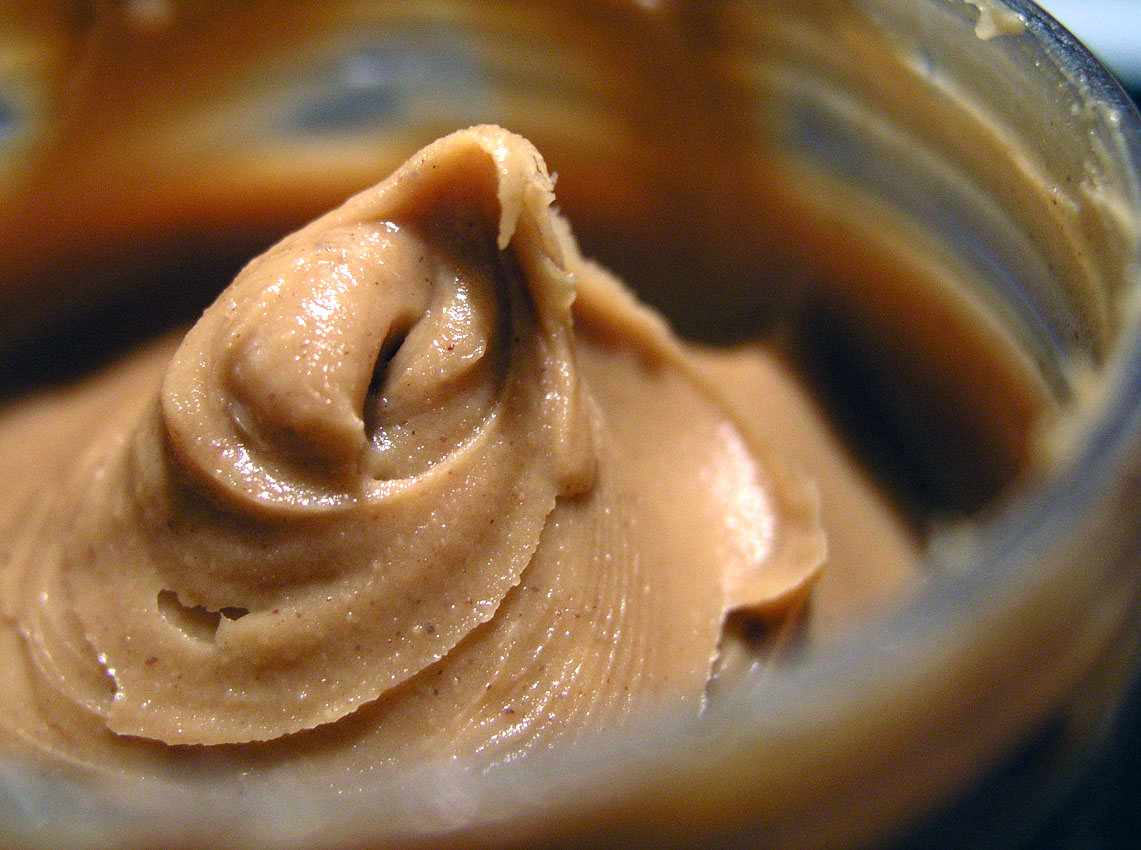
Бо́льшая часть урожая арахиса в США идёт на изготовление арахисовой пасты

В 1903 году американский агрохимик Джордж Вашингтон Карвер начал искать, где можно было бы использовать арахис. Со временем он изобрёл более трёхсот продуктов и товаров из арахиса, в том числе напитки, косметику, красители, лекарства, хозяйственное мыло, средство для уничтожения насекомых и типографскую краску. Карвер также убеждал фермеров чередовать выращивание хлопка, истощающего почву, с выращиванием арахиса. В то время из-за хлопкового долгоносика часто погибали урожаи хлопка, поэтому многие фермеры решили последовать совету Карвера. В результате этого выращивание арахиса принесло такой успех, что он стал основной товарной культурой в южных штатах США. В Дотане (штат Алабама) стоит памятник Карверу, а в городе Энтерпрайзе (штат Алабама) установлен памятник хлопковому долгоносику (Anthonomus grandis), поскольку из-за нашествия именно этого насекомого фермеры перешли к выращиванию арахиса.
На территории бывшего СССР возделывается в некоторых районах Закавказья, реже в южных районах европейской части и в Средней Азии.

## Химический состав
Семена содержат до 53 % жирного масла. В состав масла входят глицериды арахиновой, лигноцериновой, стеариновой, пальмитиновой, гипогеевой, олеиновой, линолевой, лауриновой, миристиновой, бегеновой, ейкозеновой и церотиновой кислот. Кроме масла, в семенах есть белки (до 37 %), глобулины (до 17 %), арахин и конарахин, глютенины (около 17 %), крахмал (до 21 %), сахара (до 7,47 %), тритерпеновые сапонины, аминокислоты, пурины, а также витамины B (особенно в кожуре семени), витамин E, пантотеновая кислота, биотин и другие. В состав оболочки плодов входит гликозид арахидозид, а также лейкоцианидин и лейкодельфинидин. Из жмыха семян выделены жидкий алкалоид арахин, бетаин и холин.
В арахисе, как и в арахисовом масле, в небольших количествах содержится эруковая кислота, которая также обнаружена в масле из зародышей пшеницы.

## Выращивание арахиса

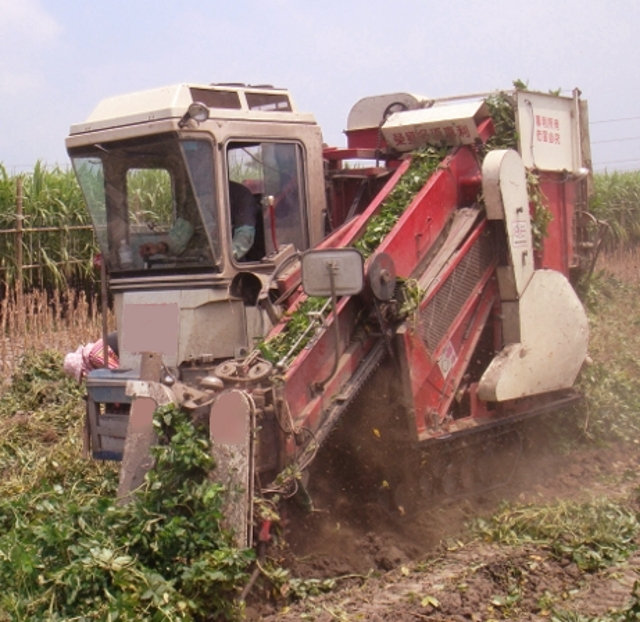
Уборка урожая комбайном

На самом деле арахис не орех, а семя травянистого растения семейства бобовых. По мере роста у растения появляются жёлтые цветки, способные к самоопылению.
После оплодотворения цветоножка и гинофор с завязью на конце начинают удлиняться и проникать в почву. В почве параллельно её поверхности из завязи вырастает само семя. На одном растении может вырасти до сорока бобов.
Арахис любит тепло, солнце и умеренное количество влаги. В зависимости от сорта и погодных условий период созревания арахиса от посадки до сбора урожая длится 120—160 дней. Собирая урожай, фермер полностью вырывает кусты арахиса и переворачивает их, чтобы бобы подсохли и не испортились при хранении. Сегодня многие фермеры пользуются современным оборудованием, которое одновременно выкапывает кусты, отряхивает с них землю и переворачивает.
Арахис лучше развивается на супесях, лёгких суглинках и песках. Посев производится лущёными семенами на глубину 5—10 см при температуре почвы не ниже 14—15 °C. Норма высева семян составляет 25—70 кг/га. Уход за посевами сводится к прополке, рыхлению и окучиванию. Уборка урожая производится осенью. Средний урожай плодов составляет 10—17 ц/га.

## Производство
В 2017 году мировое производство арахиса (в скорлупе) составило 47 миллионов тонн, во главе с Китаем с 36 % мирового производства, за которым следует Индия (20%). Другими крупными производителями были США, Нигерия, Мьянма и Судан. Основными экспортёрами в 2017 году были Индия с 601 849 тоннами, что составляет 32% от общего объема мирового экспорта (1,9 миллиона тонн), и США с 16 % от общего объема экспорта.

## Хозяйственное значение и применение

Арахис очищенный и обжаренный

По сведениям ЭСБЕ, арахис выращивают в защищённых местах с рыхлой почвой; урожайность при промышленном выращивании — с орошением до 40 ц/га, без орошения 10—16 ц/га. Семянные выжимки дают крахмальную муку, весьма схожую с пшеничной, а по богатству (до 40 %) белка они, подобно льняным выжимкам, представляют собой хороший корм.
В США молотый арахис принято смешивать с растительным маслом для получения арахисовой пасты. Как правило, её либо намазывают на хлеб, либо макают в неё пищевые продукты.
В медицине жирное арахисовое масло применяется наравне с миндальным маслом как основа для парентеральных лекарственных форм, а семена арахиса — как заменитель семян сладкого миндаля при приготовлении эмульсии.

## Аллергия на арахис

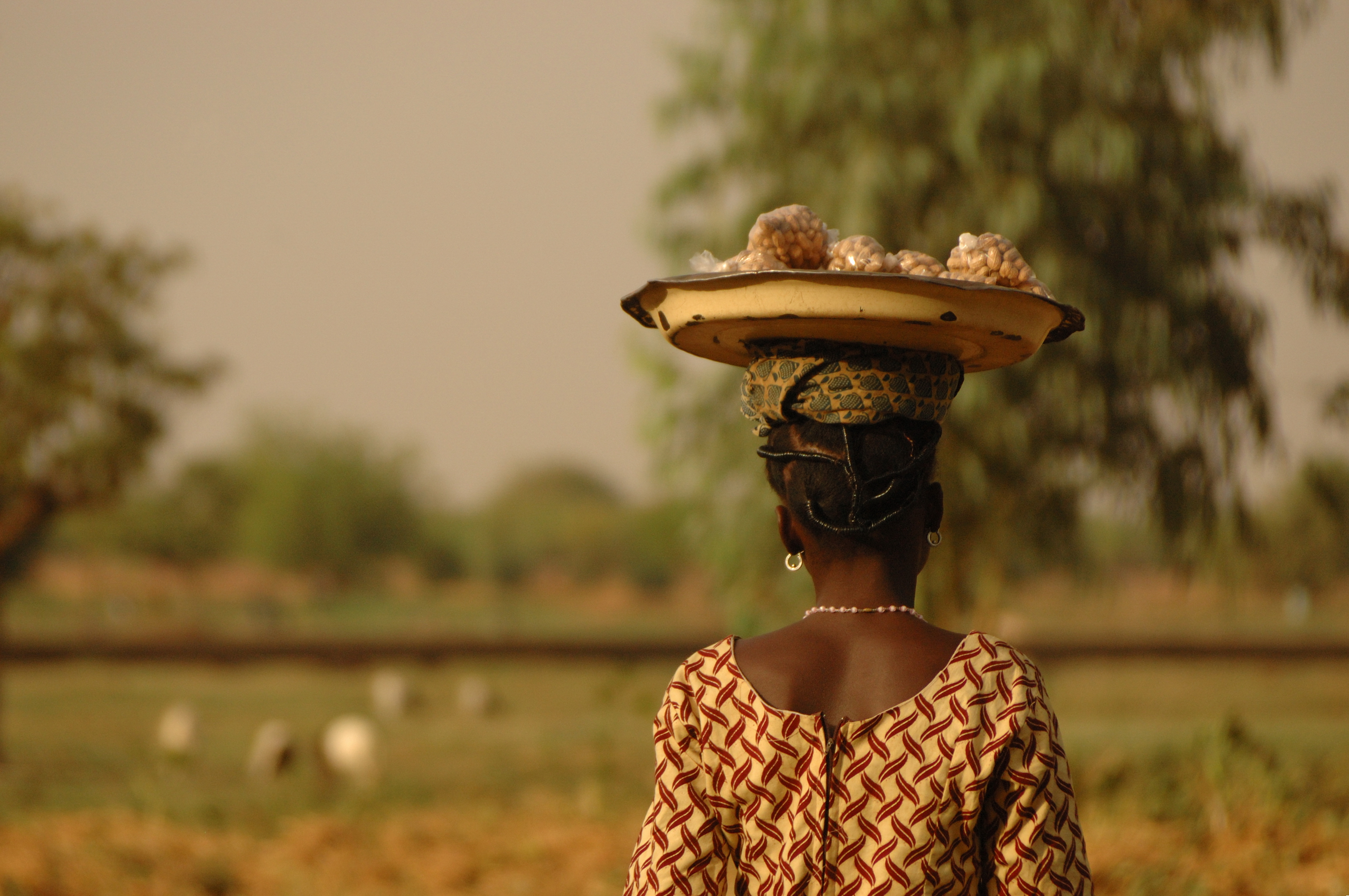
Продавщица арахиса в Буркина-Фасо

Начиная с 1990-х годов в США важной проблемой стало увеличение количества случаев аллергии на арахис. Количество достоверно установленных случаев этого вида аллергии не соответствует числу людей, считающих, что они имеют аллергию на арахис.
Убеждение, что осязание, обоняние или просто близость к продуктам на основе арахиса может вызвать анафилактический шок, привело к спорным запретам на все арахисовые продукты в некоторых медицинских и школьных учреждениях.

## Ботаническая классификация

### Разновидности
- Arachis hypogaea var. aequatoriana
- Araсhis hypogaea var. fastigiata
- Arachis hypogaea var. hirsuta
- Arachis hypogaea var. hypogaea
- Arachis hypogaea var. peruviana
- Arachis hypogaea var. vulgaris